# 1926年の宝塚歌劇公演一覧
本項目では、1926年の宝塚歌劇公演一覧（1926ねんのたからづかかげきこうえんいちらん）について示す。

## 一覧
（）内は、作者または演出者名。

### 宝塚公演

#### 月組
- 1月1日 - 1月31日　宝塚大劇場
  - 『花物語』（白井鐡造）　　
  - 『夢買長者』（鈴木英夫、久松一聲）　
  - 『均一タクシー』（竹原光三）　　
  - 『寅童子』（坪内士行）
  - 『陽春』（堀正旗）

#### 雪組
- 2月1日 - 2月28日　宝塚中劇場
  - 『マツチガール』（白井鐡造）　　
  - 『武蔵野内裏』（小野晴通）　
  - 『幻』（寶塚少女歌劇團）　　
  - 『神樂狐』（久松一聲）　　
  - 『動く彫刻』（坪内士行）

#### 花組
- 3月1日 - 3月31日　宝塚大劇場
  - 『幻』（寶塚少女歌劇團）
  - 『牛曳婿』（久松一聲）　
  - 『オフイリヤの死』（坪内士行）　　
  - 『へのへのも平』（楳茂都陸平）　　
  - 『煙草から』（白井鐡造）

#### 月組
- 4月1日 - 4月30日　宝塚大劇場
  - 『飴』（水田茂）
  - 『傀儡船』（小野晴通）　
  - 『伯父の財産』（白井鐡造）　　
  - 『平等院大臣』（久松一聲）　　
  - 『春のおどり』（高田雅夫）

#### 花組
- 5月1日 - 5月31日　宝塚大劇場
  - 『赤頭巾』（吉村豊）　　
  - 『起居舞』（楳茂都陸平）　　
  - 『三人片輪』（竹原光三）　　
  - 『其の夜の定家』（小野晴通）　　
  - 『美粧倶樂部』（淺草斯季）

#### 雪組
- 6月1日 - 6月30日　宝塚大劇場
  - 『二人の姫君』（白井鐡造）　　
  - 『鷺塚巷談』（久松一聲）　
  - 『街の近代人』（平井房人）
  - 『玉取物語』（堀正旗）　　
  - 『ハラキリの稽古』（竹原光三）

#### 月組
- 7月1日 - 7月31日　宝塚大劇場
  - 『孫悟空』（竹原光三）　　
  - 『十三鐘』（小野晴通）　　
  - 『避暑地にて』（白井鐡造）　
  - 『白縫扇陣』（久松一聲）　　
  - 『我等の世界』（石井行康）

#### 雪組
- 8月1日 - 8月31日　宝塚大劇場
  - 『青い鳥』（坪内士行・改）　　
  - 『顔よし男』（小野晴通）　　
  - 『紅梅染』（久松一聲）　　
  - 『桃源の朝比奈』（久松一聲）　　
  - 『夏三題』（堀正旗）

#### 花組
- 9月1日 - 9月30日　宝塚大劇場
  - 『殿様落ちた』（久松一聲）
  - 『鞍馬山』（竹原光三）　　
  - 『セビラの理髪師』（白井鐡造）　　
  - 『雨月物語』（小野晴通）　　
  - 『眞夏の夜の夢』（楳茂都陸平・改）

#### 月組
- 10月1日 - 10月31日　宝塚大劇場
  - 『ドン・キホーテ』（引田一郎）　　
  - 『猩々捕』（久松一聲）　　
  - 『夢見懺悔品』（小野晴通）
  - 『喧嘩は止めろ』（楳茂都陸平）
  - 『平家村』（久松一聲）

#### 雪組
- 11月1日 - 11月30日　宝塚大劇場
  - 『クラスメート』（白井鐡造）　　
  - 『むね割觀音』（竹原光三）　　
  - 『かんな屑』（楳茂都陸平）　　
  - 『熊襲兄弟』（久松一聲）　　
  - 『イゴール公』（エレナ・オソフスカヤ・メッテル）

#### 花組
- 12月1日 - 12月24日　宝塚中劇場
  - 『石の裁判』（水田茂）
  - 『死の舞踏』（白井鐡造）　　
  - 『これは不思議』（竹原光三）
  - 『小萩塚物語』（堀正旗）　　
  - 『どちらが夢だ』（坪内士行）

（12月25日大正天皇崩御の為、30日千秋楽を24日で打ち切り。19〜21日は平癒祈願の為、休演）

### 東京公演

#### 雪組
- 4月1日 - 4月25日　邦楽座
  - 『神樂狐』（久松一聲）
  - 『桃源の朝比奈』（久松一聲）
  - 『女郎蜘蛛』（坪内士行）
  - 『守錢奴』（坪内士行）

#### 花組
- 7月3日 - 7月22日　邦楽座
  - 『赤頭巾』（吉村豊）
  - 『三人片輪』（竹原光三）
  - 『司馬温公』（阪東のしほ）
  - 『牛曳婿』（久松一聲）
  - 『へのへのも平』（楳茂都陸平）
  - 『煙草から』（白井鐡造）

### 宝塚・東京以外の公演
- 花組　1月15日　大阪倶楽部

- 花組　1月24日　京都・都ホテル

- 花組　1月27日・28日　大阪・中央公会堂
  - 『鐘曳』（久松一聲）
  - 『花束』（白井鐡造）
  - 『へのへのも平』（楳茂都陸平）
  - 『守銭奴』（坪内士行）

- 花組　2月5日・6日　岡山
  - 『司馬温公』（阪東のしほ）
  - 『羅生門』（久松一聲）
  - 『眼』（岸田辰彌）
  - 『へのへのも平』（楳茂都陸平）
  - 『守銭奴』（坪内士行）

- 雪組　4月24日・25日　名古屋・御園座

- 月組　5月15日・16日　大阪・中央公会堂

- 月組　5月22日・23日　京都・岡崎公会堂

- 月組　5月29日 - 6月2日　福岡、門司

- 月組　12月4日　大阪・中央公会堂